# Antonius Leconte

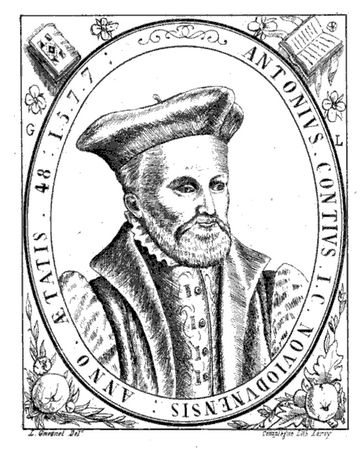

Anton Leconte, lat. Antonis Contius, frz. Antoine Le Conte (* 1517 in Noyon; † 1577 oder 1586 in Bourges), war ein französischer Jurist, römisch-katholischer Professor für Kirchenrecht und Autor.

## Biographisches
Lecontes Vater war der im Dienst des französischen Königs stehende Beamte Johann Contius.
Zu Bourges verteidigte Leconte im Jahr 1553 eine Streitschrift. Leconte war nach eigener Aussage Schüler des Eguinaire Baron, entweder in Angers, wahrscheinlicher aber in Bourges.
Im Jahr 1557 oder 1558 wurde Leconte an die Universität Bourges berufen, als Ersatz für den von Franciscus Duaren und Hugo Donell vertriebenen Professor Jacques Cujas. Leconte wird als Cujas’ „Freund und Bewunderer“ beschrieben. Duaren war neidisch auf seinen Cujas’ Lehrstuhl gewesen und Donell hatte sich ungerecht behandelt gesehen, diesen nicht erhalten zu haben. Wegen des Widerstandes von Duaren und Donell konnte Leconte erst nach zwei Jahren seinem Lehrauftrag nachgehen. Auch mit Franciscus Hotomanus scheint sich Leconte nicht einig gewesen zu sein, zumindest was die gelehrten Inhalte angeht.
Schließlich ging Leconte im Jahr 1570 an die Universität Orléans. Unter den ihn hier schätzenden Studenten war auch Jacques-Auguste de Thou. Vor seinem Tod wurde Leconte noch einmal nach Bourges zurückberufen.
Leconte beschäftigte sich zeitlebens insbesondere mit der „Aufklärung und Verbesserung des Römischen Gesetzbuchs“. Er starb im Jahr 1577 oder 1586 und wurde in der Nähe von Franciscus Duarenus begraben.

## Ausgewählte Schriften
- Lectionum Subsecinarum Iuris Civilis. 1555 (Online)
- Disputationum Iuris Civilis. Paris 1567. (Online)
- Sanctum Magnum Ephesinum Concilium. Paris 1574. (Online)
- Codicis Dn. Justiniani. Antwerpen 1575. (Online)